# Đông Sơn, Đô Lương
Đông Sơn là một xã thuộc huyện Đô Lương, tỉnh Nghệ An, Việt Nam. 

## Địa lý
Xã Đông Sơn nằm ở trung tâm huyện Đô Lương, có vị trí địa lý:
- Phía đông giáp các xã Bài Sơn, Văn Sơn và Yên Sơn
- Phía tây giáp xã Tràng Sơn
- Phía nam giáp thị trấn Đô Lương
- Phía bắc giáp xã Hồng Sơn và xã Bài Sơn.

## Hành chính
Đông Sơn được chia làm 9 xóm theo thứ tự từ 1 đến 9 được chia làm 3 vùng rõ rệt theo tự nhiên. Bao gồm: Vùng trung tâm: Xóm 1 (Làng Chợ Tràng), Xóm 2 (Làng Rú Hóp)- gắn với Khu hành chính của Xã - Làng văn hóa cấp Tỉnh, Xóm 3 (Làng Hồ)- Làng văn hóa cấp Tỉnh, Xóm 4 (Làng Vệ Bác). Vùng Làng mới: Xóm 5, Xóm 6, Xóm 7, Xóm 8 Và Xóm 9 - Làng Thống Nhất với diện tích chủ yếu là đồi núi.

## Ngành nghề truyền thống
Đông Sơn là một địa danh có nhiều nghề truyền thống như nghề làm bánh đa, làm bánh gai, làm gạch nung,... đặc biệt, là nghề trồng rau sạch phục vụ cho nhân dân trong và ngoài huyện. Hiện nay, xã đang thí điểm mô hình trồng hoa tươi bước đầu thu được hiệu quả rất khả quan.

## Di tích lịch sử văn hóa
Nói tới đông sơn ít ai biết được xã được khai hoang và thành lập.đó là một người thuộc dòng họ trần kim,đức thánh trần khai hoang thành lập nên,và ngài còn có công thuần phục "khai" hổ giữ ở động tiến thuộc địa phân xóm 4 và 3 và đã được sắc phong 7 đạo sắc.
Và nhà thờ ngài được lập tại làng yên thắng xóm 5 bây giờ.cạnh đền thang cũ,và cứ mỗi năm được làng tổ và dòng họ tổ chúc cúng lễ vài ngày mồng 10tháng hai âm lịch hàng năm.trước kia làng tổ chức năm ngày và lễ đên thang.nhưng sau giải phóng theo chủ trương di dân.lúc đó các đền thang và nhà thờ được dời đi,nhà thờ đức thánh trần được con cháu di dời vào làng hồ xóm 3 bây giờ,còn đền thanh được đưa ra quy tập tại đền đức hoàng bây giờ.
có giếng Thang, nhà thờ họ Hoàng Văn (di tích Lịch sử) và nhà thờ họ Nguyễn Nguyên (di tích Lịch sử) là hai dòng họ nổi tiếng, nơi đây còn lưu giữ nhiều tư liệu hết sức quý báu, các sắc phong, nghệ thuật kiến trúc, điện Nhà Vi, cống Mụ Bà - sông Đào....

## Du lịch
Đông Sơn mảnh đất non nước hữu tình. Đến Đông Sơn bạn có thể đi dạo và ngắm cảnh ở sông Đào, ngắm các đồi thông tự nhiên tuyệt đẹp tại xóm 8 - làng Thống Nhất, hay đi dạo giữa cánh đồng bát ngát, thẳng cánh cò bay, thả diều trên những triền đê của buổi chiều hè.

## Nhân vật lịch sử
- Tiến sĩ Nguyễn Nguyên Thành, đậu Tiến sĩ dưới triều Nguyễn, tham gia phong trào Cần Vương.
- Tướng Hoàng Kiện: Sinh ra trong dòng họ lớn nhất xã Đông Sơn là dòng họ Hoàng Văn. Đây là một dòng họ có lịch sử truyền thống lâu đời. Dòng họ văn hóa. Ông nguyên là Giám đốc Học viện Hậu cần Quân đội Nhân dân. Sinh thời, chủ tịch Hồ Chí Minh có lời khen ngợi Tướng Thanh, tá Kiện
- GS. Viện sĩ Nguyễn Cảnh Toàn
- Doanh nhân Trương Công Thắng với nhãn hàng Chinsu.